# Felice Orsini

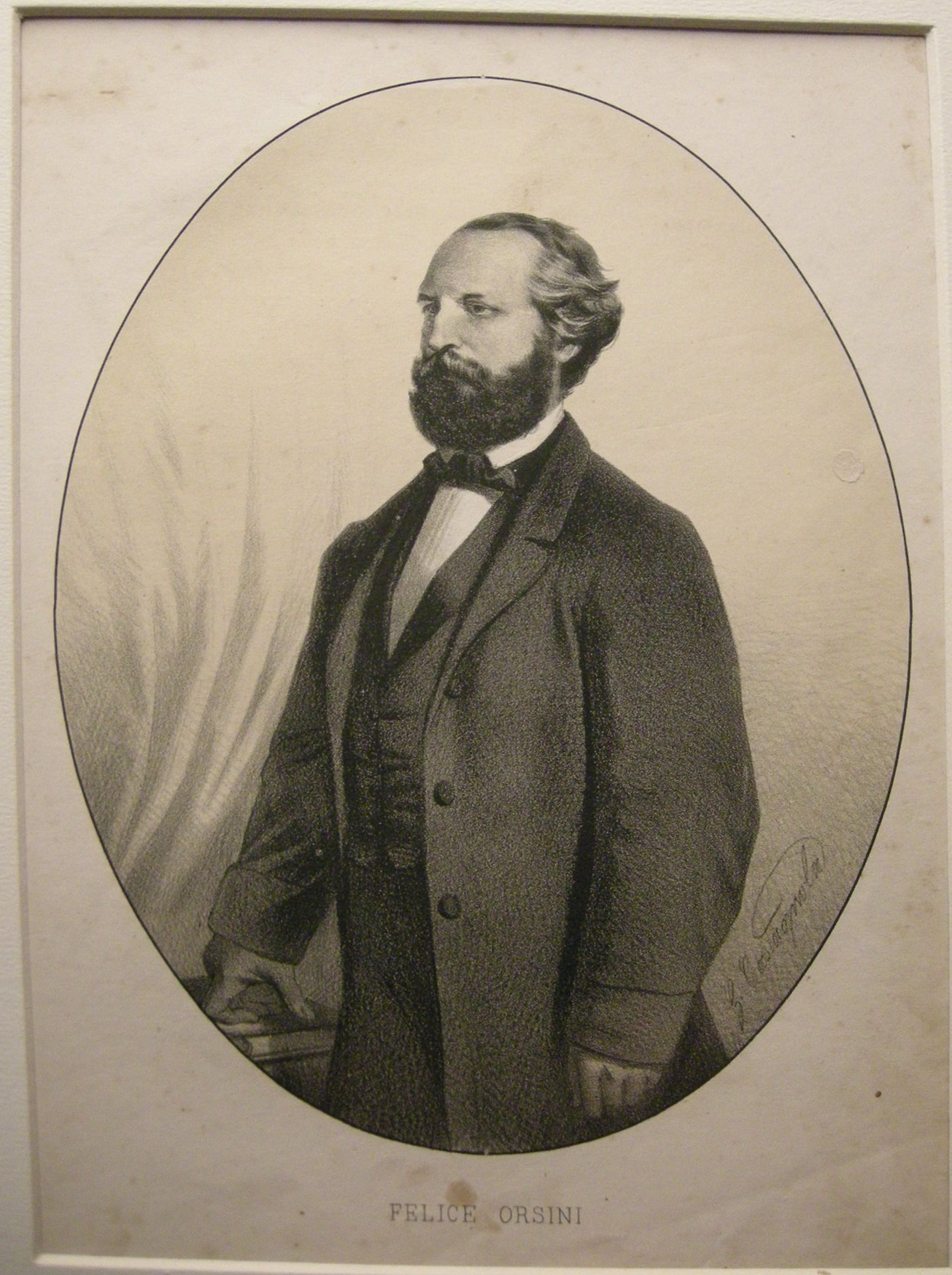
Felice Orsini.

Felice Orsini, född 10 december 1819 i Meldola i dåvarande romerska provinsen Forlì, då tillhörande Kyrkostaten, död 13 mars 1858 i Paris, var en italiensk greve och revolutionär samt huvudmannen för mordattentatet mot Napoleon III 1858.

## Biografi
Orsini var ledare i den hemliga italienska revolutionära grupp, Carbonari, vars mål var att arbeta för Italiens enande och en fri författning. Han dömdes 1844 som republikansk konspiratör till livstids straffarbete, men benådades 1846 genom Pius IX:s amnestipåbud. 
Under de följande åren var han ivrig tillskyndare av revolutionära rörelser i skilda länder, valdes 1849 till medlem av den kortlivade romerska republikens konstituerande församling och sändes några år senare av sin ledare, Giuseppe Mazzini, i en hemlig agitatorisk mission till Ungern. Han fängslades då (december 1854) i Siebenbürgen, men lyckades 1856 fly ur sitt fängelse på Mantuas citadell och kom 1857 till London, där han gav ut en skildring av sina erfarenheter i fängelset, Austrian dungeons in Italy (1857).
Hos Orsini, som vid denna tid bröt med Mazzini, mognade i London beslutet att undanröja fransmännens kejsare, som tycktes honom vara det största hindret för Italiens befrielse. Tillsammans med några andra italienska flyktingar verkställde han i Paris på kvällen 14 januari 1858 attentatet, då kejsare Napoleon III med sin gemål Eugénie åkte till operan. Två handgranater ("orsinibomber") kastades framför vagnen, men fastän 141 personer i närheten dödades eller sårades av de kringyrande skärvorna (även Orsini skadades), undkom kejsarparet oskadat. En av gärningsmännen häktades genast och Orsini senare, på grund av medhjälparens angivelse. Orsini dömdes till döden och 13 mars 1858 besteg han schavotten, efter att han 11 februari i ett på sin tid mycket omtalat brev vädjat till Napoleon att understödja de italienska frihetssträvandena. Orsinis attentat torde ha – genom den rädsla för nya sådana – ej oväsentligt påverkat dennes beslut att medverka till Italiens frigörelse. Jules Favre försvarade attentatet mot kejsaren. Orsinis självbiografiska Memoirs and adventures utkom 1857.